# Ella Reeve Bloor
Ella Reeve "Mother" Bloor Mariners Harbor (Staten Island), 8 de julio de 1862-Hospital Quakertown, Pensilvania, 10 de agosto de 1951) fue una estadounidense que trabajó como sindicalista, líder comunista y activista social. 
También llamada, "Mother Bloor", Ella cooperó más de 60 años en favor del sufragio femenino, la organización Women's Christian Temperance Union (que se organizaba y recaudaba fondos para casos como el caso de Sacco-Vanzetti), la American League against War and Fascism; también fue organizadora del sindicato.

## Biografía

### Infancia y juventud
Nació el 8 de julio de 1862 cerca de Mariners Harbor (Staten Island) en Nueva York (Estados Unidos) y creció allí y en Nueva Jersey.
Sus antecesores habían luchado en la Guerra de Independencia de los Estados Unidos y en la Guerra civil estadounidense. Fue a escuelas públicas, fue brevemente a los seminarios de Ivy Hall, después fue educada en casa por su madre.
Cuando Reeve tenía 17 años, su madre murió de parto y pasó a ser la responsable de sus nueve hermanos pequeños.

### Primeros intereses políticos y Primer Matrimonio
El padre de Reeve tenía intereses inclinados hacia el conservadurismo político y religioso, por lo que, en su adolescencia, cuando se interesó por las reformas sociales y políticas, se inclinó hacia las de su tío Dan Ware, un abolicionista, unitarista y librepensador; que tuvo gran influencia en su crecimiento intelectual. 
Cuando tenía 19 años se casó con el hijo de Ware, Lucien Ware, un aspirante a abogado con el que tuvo 6 hijos a lo largo de 11 años, llamados Grace, Harold, Helen y Buzz, sus dos hijos restantes murieron en la infancia. Durante esos años Ella, ahora apellidada Ware, fue introducida en el movimiento sufragista y se convirtió en activista en la sociedad Women's Christian Temperance Union y la Ethical Culture Society de Filadelfia. También se interesó en el movimiento obrero y trabajó en la organización de los tranvías para obreros en Filadelfia a principios de 1890.
El activismo político de Ella causó tensión en su matrimonio y la pareja se separó, terminando por divorciarse en 1896. Sin embargo, Lucien Ware no era apolítico; terminaría recibiendo la Orden de Lenin por su ayuda a la Unión Soviética con la mecanización y colectivización de su agricultura, su dirección en el Partido Comunista de los Estados Unidos durante el programa de reforma agraria y su presentación en 1934 de Alger Hiss a Whittaker Chambers. 

### Segundo divorcio y exploración radical
Tras su divorcio, Ella Reeve estuvo activa e independiente, buscando posibles ocupaciones. Realizó cursos en la Universidad de Pensilvania y escribió dos libros para niños.
Ella y sus hijos se mudaron a la comunidad utópica de Arden (Delaware), establecida por socialistas.
En 1897 se casó con el socialista Louis Cohen, tuvieron dos hijos, Richard y Carl, se separaron en 1902 y terminaron divorciándose. 

### Activismo político
Tras su divorcio, Reeve se convirtió en una activista política. Se comprometió a mejorar el estatus de las mujeres y se unió a partidos de izquierda y del movimiento obrero. Reeve conoció a Eugene V. Debs en 1895, y él le enseñó sobre el socialismo. En 1901 se unió al Partido Socialista Laborista de América. En 1905 se mudó a Connecticut y se hizo organizadora estatal del partido.
En 1906 su amigo y escritor Upton Sinclair instó a Ella a investigar las condiciones en la industria cárnica de Chicago. Sinclair quería que Ella reuniera pruebas para llevar a cabo una investigación gubernamental, con los cargos que él impuso contra la industria en su libro La Jungla (novela). Richard Bloor, un colega socialista y un joven alfarero, la acompañó para protegerla. Sinclair temió que sería un escándalo que un equipo de trabajo estuviera compuesto por investigadores solteros y convencieron a Ella Cohen para que publicara sus informes bajo el nombre de Ella Bloor. Aunque la pareja se separó pronto, ella continuó usando ese nombre el resto de su vida.

### Socialismo
Bloor pasó los siguientes 12 años organizando el Partido Socialista Laborista de América, el United Cloth Hat y Cap Makers Union. Gracias a su trabajo en favor de los mineros recibió una membresía honoraria en United Mine Workers of America. Bloor se opuso a la Primera Guerra Mundial y fue arrestada por actividad antiguerra. En 1918 ella era candidata a vicegobernadora del Partido Socialista de Nueva York. Descontenta con el apoyo de diferentes líderes del partido a la guerra, en 1919 Bloor colaboró en la formación del Partido Comunista de los Estados Unidos (CLP) y el Partido Comunista Laborista (CPA), partidos que pronto se fusionaron. Bloor trabajó en el partido el resto de su vida, reclutando miembros de entre los mineros, granjeros, maquinistas, trabajadores en el sector siderúrgico, entre otros.
En 1925, a la edad de 63 años, Bloor hizo autostop desde Nueva York hasta San Francisco en una gira por todo el país para el Daily Worker, un periódico estadounidense. Llevó a cabo reuniones, reclutando miembros para el partido y recaudando suscripciones. En los años 20’ estaba activa en la defensa, sin éxito, de Nicola Sacco y Bartolomeo Vanzetti. Continuó su trabajo como organizadora y acudiendo a las protestas de los mineros.

### Los años 30’
Cuando llegó la Gran Depresión, Mother Bloor, como la llamaban en ese momento, fue a Washington a unirse a las huelgas de hambre por el desempleo. Años después, Mother Bloor, se convirtió en una oradora codiciada para el Partido Comunista de los Estados Unidos, viajó mucho y trabajó en la Farmers National Conference. Durante sus viajes a Dakota del Norte para dar su apoyo a United Farmers League, conoció a Andrew Omholt, un agricultor, organizador del Partido Comunista y candidato al Congreso en Dakota del Norte y con el que pronto se casaría. 
Bloor continuó con las campañas del partido y organización a lo largo de los años 30’. En 1937, hizo su segunda visita a la Unión Soviética como una invitada de honor en la celebración del vigésimo aniversario de Revolución de Octubre. Visitó el país varias veces, dos de ellas como delegada de la Red Internacional de Sindicatos.
A los 72 años, en 1936 estuvo sentenciada a 30 días de cárcel en Nebraska después de una protesta de agricultores. Su campaña final se realizó durante la Segunda Guerra Mundial, cuando habló en mítines públicos. 
Mother Bloor sufrió más de 30 arrestos (aunque ella sostenía que habían sido más de 100), innumerables amenazas de violencia y una frecuente persecución por parte de la policía.
El 2 de marzo de 1951, Bloor sufrió una lesión medular a causa de una caída cerca de su casa en Coopersburg, Pensilvania, a más de 60.000 km al Norte de Filadelfia. Durante su estancia en el hospital de Quakertown, recibió visitantes de todo el país, a quienes no fue capaz de reconocer en su mayoría. Los enfermeros del hospital dijeron que cantaba durante su estancia, especialmente The Star-Spangled Banner, cada uno de los cuatro versos. Estuvo convaleciente por un corto período de tiempo antes de su muerte por infarto, el 10 de agosto de 1951.